# Конная полиция (телесериал)
«Конная полиция» — российский 16-серийный комедийный фильм 2018 года, снятый для телеканала «ТНТ».

## Сюжет
Сергей Волков — молодой, наглый и самоуверенный опер из ОБЭПа, рассматривающий службу в полиции как средство быстрого заработка и безнаказанности под прикрытием «ксивы», не гнушается брать взятки, крышуя подпольное казино, и в нетрезвом виде кататься по городу. В очередной раз сев за руль пьяным, он умудряется средь бела дня сбить на «зебре» самую настоящую зебру. Покрывающий Валкова начальник «отмазыает» его от наказания и даже увольнения на время, пока шум не утихнет, переводя патрульным в полк конной полиции. Новое место службы с часами за два миллиона рублей герой не воспринимает всерьёз: то ли детский лагерь, то ли цирк с конями. Циничный Волков, который уверен, что попал сюда временно, смотрит на сослуживцев свысока, и больше, чем их любовь к лошадям, ему непонятны их внимание к людям, идеализм и самоотдача на службе. Все попытки Волкова жить по-прежнему разбиваются о честность и наивность нового начальника капитана Вячеслава Михайловича Кондратьева, искренне считающего, что конная полиция — это элита МВД, и учащего подчинённых с честью исполнять долг и не закрывать глаза даже на мелкие правонарушения.

## В ролях
- Артур Смольянинов — Сергей Волков, капитан полиции
- Наталия Медведева — Эльвира
- Стася Милославская — Настя
- Алексей Симонов — Вячеслав Михайлович Кондратьев, капитан полиции, начальник полка конной полиции
- Артём Гайдуков — Степан
- Борис Дергачёв — Макс
- Юрий Ицков — дед Макса
- Александр Тютрюмов — Вячеслав Иванович, начальник районного ОБЭП, бывший начальник Сергея
- Александр Лыков — Корнилов, генерал
- Алексей Розин — Захар, хозяин подпольного казино
- Анна Галинова — Раиса
- Вероника Васант — Марина
- Елена Полянская — Света
- Анастасия Евграфова — Маша
- Надежда Лумпова — Ирина

## Съёмки
Съёмки проходили в разных районах Москвы, основная локация — Парк Культуры и Отдыха Сокольники. Часть съёмок прошла в манеже реального конного полка. Несколько сцен снимали на территории Битцевского конно-спортивного комплекса, а также в подомсковных Люберцах

## Рецензии
- Евгений Ухов — Почему не стоит тратить свое время на сериал «Конная полиция» // Фильм.ру, 16 октября 2018
- Леонид Аверин — «Конная полиция»: Если б я имел коня, это был бы номер… // Кино-Театр.ру, 8 октября 2018
- Любовь Карпова — Полицейские контрасты // Алтайская правда, 12 октября 2018
- Ольга Дубро — Смольянинов на кобыле // Tricolor TV Magazine, 12 октября 2018
- Если б я имел коня: зрители оценили сериал «Конная полиция» // Tricolor TV Magazine, 9 октября 2018